# Słobódka (rejon kałuski)
Słobódka (ukr. Слобідка) – wieś na Ukrainie, w  obwodzie iwanofrankiwskim, w rejonie kałuskim.